# Maria Gabriela Leonor de Bourbon

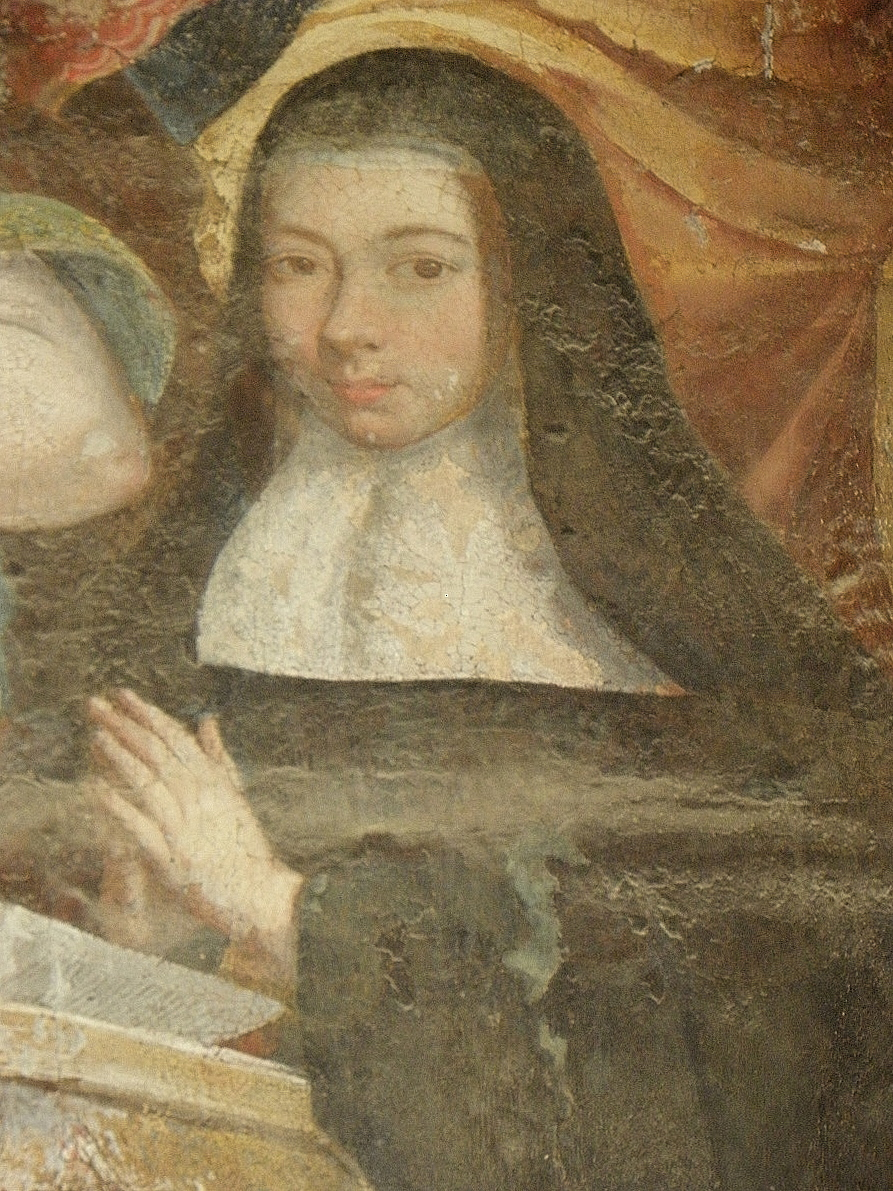
L'Abadesa de Saint-Antoines-des-Champs

Maria Gabriela Leonor de Bourbon (em francês:  Marie Anne Gabrielle Éléonore de Bourbon; Palácio de Versalhes, 22 de dezembro de 1690 — Villejuif, 30 de agosto de 1760) foi a filha de Luísa Francisca de Bourbon, Madame la duchesse e Luís de Bourbon, "Príncipe de Condé", Monsieur le duc, e a Abadesa de Saint-Antoines-des-Champs.